# Наоми Улф
Наоми Улф (на английски: Naomi Wolf; родена 12 ноември 1962) е американска писателка, феминистка и политически консултант. С публикуването на нейната книга „Митът за красотата“ (The Beauty Myth), тя става водещ говорител на модерния културологичен феминизъм (трета вълна феминизъм).
Получава международна известност в началото на 1990-те години в резултат на невероятния успех на нейната първа книга „Митът за красотата“, превърнала се в международен бестселър. В книгата тя твърди, че красотата е нормативна ценност, изцяло конструирана социално, и че патриархалността детерминира съдържанието на тази конструкция с цел да възпроизведе своята собствена хегемония.